# سوزان سالیوان
 سوزان سالیوان (انگلیسی: Susan Sullivan؛ زادهٔ ۱۸ نوامبر ۱۹۴۲) یک هنرپیشه اهل ایالات متحده آمریکا است.
از فیلم‌ها یا برنامه‌های تلویزیونی که وی در آن نقش داشته است می‌توان به دارما و گرگ، عروسی بهترین دوست من اشاره کرد.